# 拉姆昌德拉·达塔特拉亚·沙梯
拉姆昌德拉·达塔特拉亚·沙梯（英語：Ramchandra Dattatraya Sathe，1923年—2008年），曾译沙悌，印度外交官，曾任印度外交祕書、印度駐中華人民共和國大使等職務。

## 经历
1948年12月，印度政府任命沙梯爲印度駐喀什總領事，沙梯於12月21日抵達喀什上任，並於23日開舘辦公。中華人民共和國成立後，未與中華人民共和國建交的印度駐喀什的總領事舘失去了外交承認，沙梯夫婦於1950年9月12日返回印度。
1976年7月至1978年11月，任印度駐法國大使。